# جوزيه بيرس
جوزيه بيرس (بالإنجليزية: Josiah Pierce)‏ هو محامي وسياسي أمريكي، ولد في 15 أغسطس 1792 في الولايات المتحدة، وتوفي في 25 يونيو 1866 في غورهام في الولايات المتحدة. حزبياً، نشط في الحزب الديمقراطي.